# Jürgen Degen
Jürgen Degen (* 7. November 1967 in Hamburg) ist ein ehemaliger deutscher Fußballspieler und heutiger -trainer.

## Spielerkarriere
Jürgen Degen, der zuvor auch beim Hamburger SV sowie beim FC St. Pauli vorgespielt hatte, wechselte 1991 vom Verbandsligisten VfL 93 Hamburg in die Fußball-Bundesliga zum frisch gekürten deutschen Meister 1. FC Kaiserslautern. Am 31. August 1991 absolvierte der Stürmer sein Bundesliga-Debüt für die Pfälzer. Beim 3:0-Heimsieg über den 1. FC Nürnberg wurde er in der 78. Minute für Marcel Witeczek eingewechselt. Schon zwei Spieltage später durfte Degen erstmals von Beginn auflaufen und schoss prompt einen Hattrick beim 4:0-Sieg über Borussia Dortmund. Weitere Einsätze und vor allem Tore blieben jedoch Mangelware. Im Europapokal der Landesmeister 1991/92 schied er mit den Lauterern in der zweiten Runde gegen den späteren Turniersieger FC Barcelona aus. In der Fußball-Bundesliga 1991/92 schaffte Degen mit seinem Verein zumindest den 5. Tabellenplatz. Um mehr Spielpraxis zu sammeln, wurde der Stürmer in der Folgesaison an den Bundesliga-Absteiger Fortuna Düsseldorf ausgeliehen. In 24 Spielen für die Fortuna schoss er dabei zwei Tore und konnte damit den direkten Weiterabstieg der Mannschaft nicht verhindern. Nach Degens Rückkehr zu Lautern kam er dort nur noch zu sieben weiteren Kurzeinsätzen, auch bedingt durch eine Verletzung an der Patellasehne.
Nach seiner zwischenzeitlichen Rückkehr zum VfL 93 Hamburg wurde Degen im Dezember 1997 durch den Regionalligakonkurrenten Hannover 96 verpflichtet, mit dem er den Aufstieg in die 2. Bundesliga schaffte. Die Hannoveraner spielten eine starke Saison 1998/99 und platzierten sich am Ende als Neuling auf dem vierten Tabellenplatz. Jürgen Degen schoss dabei ein Tor in sieben Spielen, konnte sich aber nie auf seiner Position durchsetzen und wechselte bereits in der Winterpause zum Drittligisten SV Meppen. In der Folge spielte Degen jeweils eine Saison für die Fußballvereine TuS Dassendorf, SC Vorwärts-Wacker 04 und Meiendorfer SV in seiner Hamburger Heimat. Von 2003 bis zu seinem Karriereende (nach zwischenzeitlichen Pausierungen) 2010 war der Stürmer noch für die Fußballabteilung des HSV Barmbek-Uhlenhorst tätig. Dort war er mit sieben Toren in 16 Spielen maßgeblich am souveränen Aufstieg aus der Verbandsliga Hamburg beteiligt. In der Folgesaison absolvierte er nochmals 33 Spiele für seinen Verein in der Fußball-Oberliga Nord.

## Trainerkarriere
Von 2006 bis Juni 2011 war Jürgen Degen Co-Trainer beim HSV Barmbek-Uhlenhorst, wo er 2005 auch seine aktive Fußballerlaufbahn beendet hatte.

## Privates
Degen hat den Hauptschulabschluss und eine Lehre als Möbeltischler abgeschlossen. Er ist verheiratet, das Ehepaar hat ein Kind. Als Hobbys gibt er an: Billard, Familie, Schwimmen, mit Freunden Essen gehen.